# 武内和彦
武内 和彦（たけうち かずひこ、1951年6月19日 - ）は、日本の環境学者。東京大学教授を経て、東京大学未来ビジョン研究センター特任教授。農学博士。公益財団法人地球環境戦略研究機関（IGES）理事長。専門は、地域生態学、サステイナビリティ学。和歌山県和歌山市生まれ。

## 略歴

### 学歴
- 1970年 清風南海高等学校卒業[2]
- 1974年 東京大学理学部地学科地理学課程卒業[1]
- 1976年 東京大学大学院農学系研究科修士課程修了[1]
- 1977年 東京大学大学院農学系研究科博士課程中退[3]
- 1980年 東京大学より農学博士の学位を取得[3]

### 職歴
- 1977年4月-1985年10月 東京都立大学理学部助手
- 1977年5月-1985年10月 東京都立大学都市研究センター研究員
- 1985年11月-1995年7月 東京大学農学部助教授
- 1995年8月-1997年6月 東京大学アジア生物資源環境研究センター教授
- 1997年7月- 2012年 東京大学大学院農学生命科学研究科教授
- 2004年4月-2005年9月 東京大学アジア生物資源環境研究センター長（併任）
- 2005年4月-2008年6月 総長特任補佐／国際連携本部長（併任）
- 2005年8月- 東京大学サステイナビリティ学連携研究機構（IR3S）副機構長（併任）
- 2008年7月-2013年 国際連合大学副学長（兼任）
- 2013年-2016年 国際連合大学上級副学長、国際連合事務次長補
- 2012年-2017年 東京大学サステイナビリティ学連携研究機構（IR3S）機構長・教授
- 2016年- 国連大学サステイナビリティ高等研究所上級客員教授
- 2017年4月- 2019年3月 東京大学サステイナビリティ学連携研究機構（IR3S）機構長・特任教授
- 2017年- 公益財団法人地球環境戦略研究機関理事長[4]
- 2017年10月-2020年9月 日本学術会議副会長（国際活動担当）[5]
- 2019年4月- 東京大学未来ビジョン研究センター特任教授

### 学会活動
- 日本造園学会（元会長）
- 日本都市計画学会（元会長、名誉会員）
- 農村計画学会（元会長、名誉会員）
- 国際交通安全学会（会長）
- 国際学術誌 "Sustainability Science(Springer)" 編集長
- ボルボ環境賞 審査員[6]

### 委員会活動
- 中央環境審議会会長、自然環境部会長、総合政策部会長
- 農林水産省世界農業遺産等専門家会議委員長

## 主な著書など

### 単著
- 『地球持続学のすすめ』（岩波ジュニア新書，2007）ISBN 978-4-00-500568-0
- 『ランドスケープエコロジー』（朝倉書店，2006）ISBN 978-4-25-418027-5
- 『環境時代の構想』（東京大学出版会，2003） ISBN 978-4-13-063321-5
- 『まちの自然とつきあう』（岩波書店，1997） ISBN 4-00-006607-2
- 『環境創造の思想』（東京大学出版会，1994） ISBN 4-13-063306-6
- 『地域の生態学』（朝倉書店，1991）ISBN 4-254-47019-3
- 『生態都市の発想－まちづくりウオッチング』（綜合ユニコム，1991） ISBN 4-88150-128-3

#### 共著
- (小宮山宏ほか 共編著) 『サステイナビリティ学1 サステイナビリティ学の創生』 (東京大学出版会, 2011年) ISBN 978-4-13-065121-9
- （小宮山宏ほか 共編著）『サステイナビリティ学2 気候変動と低炭素社会』 (東京大学出版会, 2010年) ISBN 978-4-13-065122-6
- （小宮山宏ほか 共編著）『サステイナビリティ学3 資源利用と循環型社会』 (東京大学出版会, 2010-11年) ISBN 978-4-13-065123-3
- （小宮山宏ほか 共編著）『サステイナビリティ学4 生態系と自然共生社会』 (東京大学出版会, 2010年) ISBN 978-4-13-065124-0
- （小宮山宏ほか 共編著）『サステイナビリティ学5 持続可能なアジアの展望』 (東京大学出版会, 2010-11年) ISBN 978-4-13-065125-7
- (鷲谷いづみ・西田 睦)『生態系へのまなざし』（東京大学出版会，2005年） ISBN 4-13-063325-2
- (宮下 直)『人と自然の本』（ポプラ社，2004年） ISBN 4-591-08019-6
- (Brown, R.D., Wasitani, I., Tsunekawa, A., Yokohari, M.(eds.)) 『SATOYAMA-Traditional rural landscape of Japan』 (Springer, 2003) ISBN 4-431-00007-0
- (住 明正・植田和弘)『環境学序説』（岩波書店，2002年） ISBN 4-00-006801-6
- (鷲谷いづみ・恒川篤史 共編著）『里山の環境学』（東京大学出版会，2001年） ISBN 4-13-060301-9
- (高橋 裕 共編著）『地球環境学9 地球システムを支える21世紀型科学技術』（岩波書店，1998年） ISBN 4-00-010909-X
- (林 良嗣 共編著) 『地球環境学8 地球環境と巨大都市』（岩波書店，1998年） ISBN 4-00-010908-1
- (田中 学 共編著) 『地球環境学6 生物資源の持続的利用』（岩波書店，1998年） ISBN 4-00-010906-5
- (中村和郎・小池一之 共編著）『日本の自然 地域編3 関東』（岩波書店，1994年）ISBN 4-00-007933-6
- (恒川 篤史 共編著）『環境資源と情報システム』 （古今書院，1994年）ISBN 4-7722-1641-3
- (門村 浩・大森 博雄・田村 俊和) 『環境変動と地球砂漠化』（朝倉書店，1991年）ISBN 4-254-10103-1
- (横張 真・井手 任)『田園アメニティ論』（養賢堂，1990年） ISBN 4-8425-9011-4
- (松井 健・田村 俊和 共編著）『丘陵地の自然環境―その特性と保全』（古今書院，1990年）ISBN 978-4-772-21610-4
- (井手久登)『自然立地的土地利用計画』（東京大学出版会，1985年） ISBN 4-13-071045-1